# Stanmarkia medialis
Stanmarkia medialis là một loài thực vật có hoa trong họ Mua. Loài này được (Standl. & Steyerm.) Almeda miêu tả khoa học đầu tiên năm 1993.